# IC 2616
IC 2616 је спирална галаксија у сазвјежђу Велики медвјед која се налази на листи објеката дубоког неба у Индекс каталогу.
Деклинација објекта је + 38° 47' 14" а ректасцензија 11h 2m 5,7s. Привидна величина (магнитуда) објекта IC 2616 износи 15,0 а фотографска магнитуда 15,8. IC 2616 је још познат и под ознакама MCG 7-23-12, CGCG 213-18, PGC 33291.